# Symphonie no 1 de Price
Pour les articles homonymes, voir Symphonie no 1.
La Symphonie no 1 en mi mineur est une œuvre de Florence Price créée en 1933. C'est la première symphonie de l'histoire composée par une femme africaine-américaine. 

## Histoire
Florence Price est âgée de quarante-six ans lorsqu'elle compose sa Symphonie no 1, en 1931-1932,. C'est la première symphonie de l'histoire écrite par une femme africaine-américaine. 
L’œuvre remporte en 1932 le prix Rodman Wanamaker (en) et la partition est créée l'année suivante, le 15 juin 1933, par l'Orchestre symphonique de Chicago dirigé par Frederick Stock, durant l'exposition universelle de 1933,.  

## Instrumentation
Elle est écrite pour orchestre symphonique, :
| Instrumentation de la 1re symphonie de Florence Price                |
| Bois                                                                 |
| 2 piccolos, 2 flûtes, 2 hautbois, 2 clarinettes, 2 bassons           |
| Cuivres                                                              |
| 4 cors, 2 trompettes, 3 trombones, 1 tuba                            |
| Percussions                                                          |
| timbales, 3 percussions                                              |
| Cordes                                                               |
| premiers violons, seconds violons, altos, violoncelles, contrebasses |

## Structure
La Symphonie, d'une durée moyenne d'exécution de quarante minutes environ, est composée de quatre mouvements, :
1. Allegro ma non troppo – mi mineur ; de forme sonate, inspiré d'idiomes folkloriques noirs et usant de la gamme pentatonique et de nombreuses syncopes[6], ce mouvement est le plus long de la symphonie et est basé sur deux mélodies rappelant le negro spiritual[7] ;
2. Largo, maestoso – mi majeur ; mouvement lent et lyrique, au thème majestueux et hymnique exposé par le chœur complet des cuivres de l'orchestre[6],[7] ;
3. Juba Dance – do majeur ; sorte de rondo dansant inspiré d'une danse traditionnelle afro-américaine, la Juba dance, coloré de percussions corporelles et de mélodies syncopées[6],[7] ;
4. Finale – mi mineur ; mouvement presto à la façon d'un perpetuum mobile[6],[7].

## Analyse
La Symphonie du Nouveau Monde de Dvořák, dans la même tonalité, est une des sources d'inspiration de la symphonie de Price,. 
Les tonalités des mouvements indiquées ci-dessus reprennent, dans le même ordre, celles des quatre mouvements de la Quatrième Symphonie de Brahms. 
À la création, la réception critique est favorable. Le Chicago Daily News écrit notamment : « C'est une œuvre qui exprime son propre message avec retenue, mais aussi avec passion. La symphonie de Miss Price mérite une place dans le répertoire symphonique régulier. »

## Discographie
- avec la Symphonie no 4, par le Fort Smith Orchestra dirigé par John Jeter, Naxos 8.559827 (2019)[8].
- avec la Symphonie no 3, par l'Orchestre de Philadelphie dirigé par Yannick Nézet-Séguin, Deutsche Grammophon (2021).